# Shibataea chiangshanensis
Shibataea chiangshanensis är en gräsart som beskrevs av Tai Hui Wen. Shibataea chiangshanensis ingår i släktet Shibataea och familjen gräs. Inga underarter finns listade i Catalogue of Life.